# 斯特魯莫克維塔河

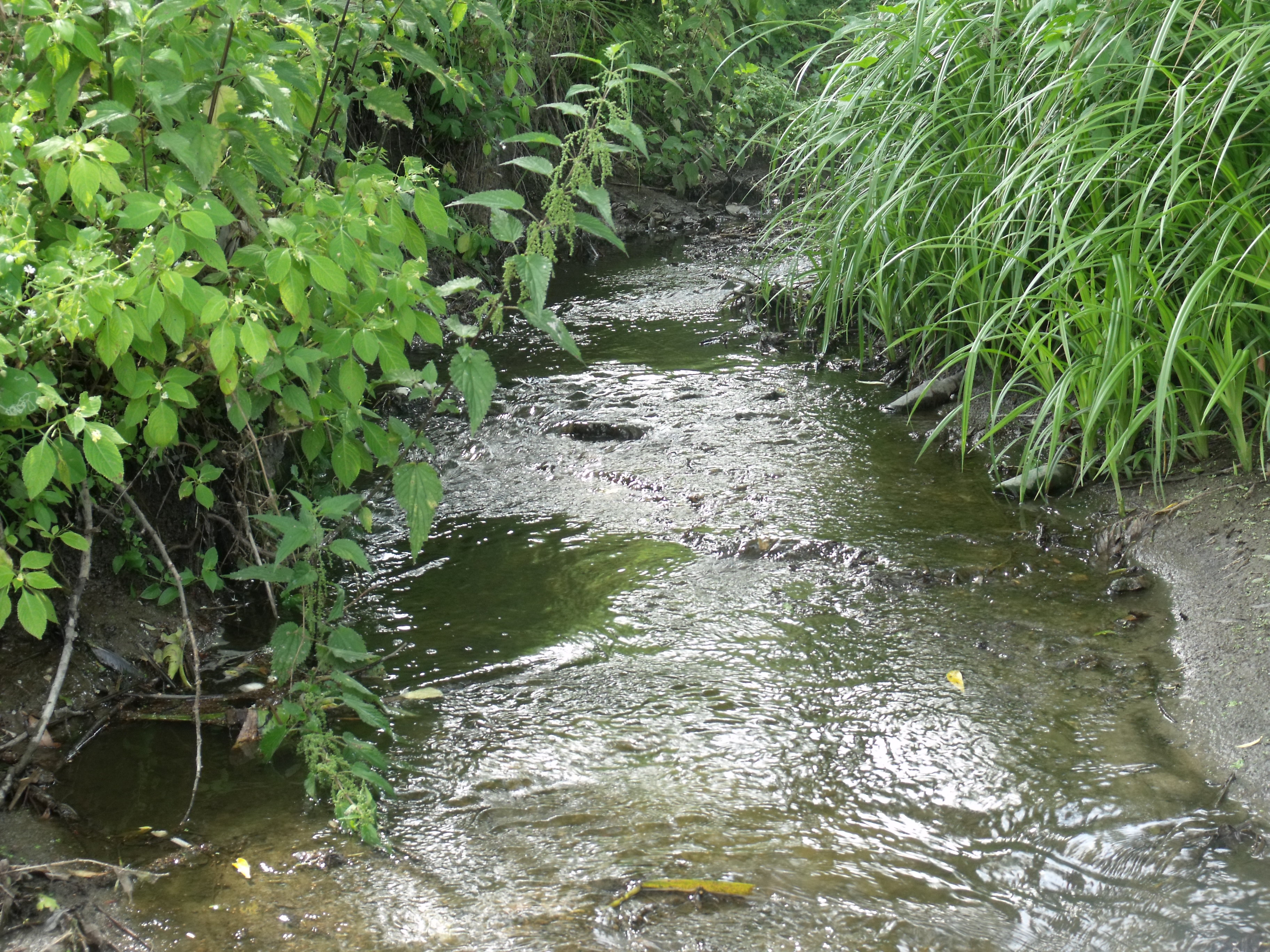

斯特魯莫克維塔河（烏克蘭語：Струмок Віта），是烏克蘭北部的河流，、屬於維塔河的支流。該河流經基輔和基輔州，河道全長12.6公里，流域面積22.9平方公里。